# لعدم كفاية الأدلة (فلم)
لعدم كفاية الأدلة فيلم دراما، جريمة، تشويق وإثارة مصري للمخرج أشرف فهمي  عن قصة وسيناريو وحوار مصطفى محرم. الفيلم من بطولة نجلاء فتحي ويسرا وصلاح السعدني ويوسف شعبان وعايدة رياض وتدور الأحداث حول إبراهيم الذي يتخلى عن معلمه ويقوم بالشهادة زورًا ضده في المحكمة لصالح غريمه، ويلوذ بالفرار تاركاً زوجته وطفلته.
صدر الفيلم إلى دور العرض المصرية في 2 نوفمبر 1987.
منح موقع قاعدة بيانات الأفلام على الإنترنت (IMDB) الفيلم درجة 6.2/ 10.  
منح موقع قاعدة بيانات الأفلام العربية «السينما.كوم» الفيلم درجة 7.4/ 10.   

## طاقم التمثيل
نجلاء فتحي: في دور فوزية المغاوري
صلاح السعدني: في دور إبراهيم علي العوضي (ميكانيكي سيارات وزوج فوزية)
يسرا: في دور فريدة (صحفية)
يوسف شعبان: في دور أبو العينين (مخبر الشرطة)
عايدة رياض: في دور حسنية سعداوي أبو السعد (ابنة المعلم سعداوي وزوجة إبراهيم الثانية)
وسيلة حسين: في دور فتحية
أحمد غانم: في دور عم جابر (سائق سيارة أجرة)
توفيق الدقن: في دور المعلم خليل (مالك ورشة اصلاح السيارات)
نعيمة الصغير: في دور حلاوتهم (معلمة المتسولين)
حافظ أمين: في دور عبدون سيد عبدون
سناء يونس: في دور مديرة ملجأ الأطفال
زينب وهبي: في دور سوسو
فاطمة محمود: في دور كاميليا
نادية شمس الدين: في دور نزيلة مستشفى المجانين
نبوية سعيد: في دور نزيلة مستشفى المجانين
حسن عبد الجليل: في دور حامد
أحمد الشريف: في دور وكيل النيابة
محمد أبو داوود: في دور ضابط شرطة القسم
نجوى سلطان: في دور الراقصة
ماهر لبيب: في دور القاضي
عبد الله حفني: في دور زغلول
شكري منصور: في دور عبد الغني
عبد الهادي أنور: في دور بيومي زينهم
عدوي غيث: في دور سعداوي أبو السعد
علاء ولي الدين: في دور مسافر في القطار
صباح محمود: في دور سعدية
حمدي يوسف: في دور الطبيب النفسي
رشوان مصطفى: في دور المحامي
بالاشتراك مع: أحمد رضوان - سامية محسن - لويس توفيق - حسنين عبد المنعم – بدرية عبد الجواد - أحمد العضل 

## أحداث الفيلم
يعمل إبراهيم علي العوضي (صلاح السعدني) ميكانيكيًا في ورشة الحاج عبدون سيد (حافظ أمين)، وهو شاب أناني لا ضمير له، حيث يضع كمية من إطارات السيارات المسروقة في الورشة وبيعها لصالح المعلم خليل (توفيق الدقن) المنافس للمعلم عبدون. يقوم المعلم خليل بإبلاغ الشرطة عن السرقة، ويلقى القبض على الحاج عبدون ويسجن وتغلق ورشته. يتسلم إبراهيم مبلغ كمكافئة من المعلم خليل الذي يرسل أعوانه خلف لضربه في الطريق واسترداد المبلغ. يترك إبراهيم زوجته فوزية المغاوري (نجلاء فتحي) وابنته الرضيعة زينب (هاجر) ويرحل إلى القاهرة حيث يلتقي بالسائق (أحمد العضل) الذي يدله على ورشة الحاج سعداوي أبو السعد (عدوي غيث) للسيارات ببركة الفيل بالسيدة زينب، حيث يبدأ العمل في ورشته ويتقرب إليه ويتزوج من إبنته حسنية (عايدة رياض). تعاني فوزية من شظف العيش هي وإبنتها، ولكن عم جابر (أحمد غانم) السائق يعثر على إبراهيم ويبلغ فوزية بعنوانه. تصطحب فوزية إبنتها وتسافر لمقابلة إبراهيم، وفي القطار تتعرف على الصحافية فريدة (يسرا). تستقل الحافلة حيث يتحرش بها أحد الركاب (عبد الهادي أنور) وفي قسم الشرطة يدعي عليها أنها خاطفة للطفلة، ويضطر الضابط (محمد أبو داود) لاستدعاء الزوج إبراهيم عن طريق المخبر أبو العينين (يوسف شعبان). يقوم أبراهيم بدفع رشوة للمخبر وإتهام فوزية بالجنون، ويعرضها الضابط على النيابة، ولثورتها وغضبها من زوجها، يضطر وكيل النيابة لعرضها على قاضي الأحوال الذي يجدها في حالة عصبية شديدة، فيقرر عرضها على إحدى المصحات للكشف عن قواها العقلية، وإيداع الطفلة بإحدى دور الرعاية، والبحث عن أي بلاغات تفيد بخطف طفلة. تقرأ الصحافية فريدة الخبر المنشور بالجرائد، ولأنها تعرفت على زينب وابنتها في القطار، قامت بالشهادة لصالحها ولكن عدم وجود وثيقة زواج وشهادة ميلاد الطفلة كانا حائلًا أمام فوزية. تحاول فريدة استخراج شهادة ميلاد للطفلة، ولكن إبراهيم، وبناء على مشورة أبو العينين، يقوم برشوة موظف السجل المدني (عبد الله حفني) الذي يدعى عدم وجود شهادة بهذا الاسم. تنظم فريدة حملة صحفية ضد إبراهيم الذي عرض عليها رشوة لوقف الحملة ولكنها ترفضها ويزيد تأكدها من صدق فوزية. يقوم إبراهيم باستئجار رجل (حسني عبد الجليل) وامرأة (وسيلة حسين) ليدعوا أن الطفلة هي ابنتهم وقد تم خطفها منذ شهر ويتسلموا الطفلة ويسلموها إلى الست حلاوتهم (نعيمة الصغير) لتدريبها على العمل في التسول. تقرر المستشفى أن فوزية متمتعة بكامل قواها العقلية، وأثناء عودتها للنيابة تلوذ بالفرار للبحث عن إبراهيم، وتعثر عليه بالورشة راقدًا تحت سيارة، فتنهال على رأسه برافع السيارات المعدني لتحطم رأسه.       

## استقبال الفيلم
كتب حسن حداد على موقع سينماتك: «يصر المخرج أشرف فهمي على انتهاج نفس الأسلوب السينمائي التجاري، الذي قدم به أغلب أفلامه... ما يلفت الانتباه عند أشرف فهمي هو اختياره لأفكار وقصص جديدة وغريبة على السينما المصرية، غالباً ما تكون مأخوذة من على صفحات الحوادث في الصحافة المصرية. وهو يفاخر دائماً بان غالبية قصص افلامه حدثت في الواقع. ونحن نقول بأنه ليس كل ما هو واقعي يمكن تقديمه على الشاشة، بل ليس لهذا ضرورة. فهناك الكثير من الأفكار التي قدمتها السينما لم تحدث في الواقع قد نجحت وعبرت عن هموم ومشاكل المجتمع وقضاياه المصيرية. إذاً المسألة نسبية وتكمن في كيفية تناول ومعالجة الفكرة المطروحة في الفيلم. فكرة فيلم» لعدم كفاية الأدلة«التقطها المخرج من الجريدة وعرضها علي كاتب السيناريو مصطفى محرم، وهو الكاتب الذي اشترك مع المخرج في كتابة ما يقارب العشرين فيلماً من قبل، فاضافا إلى الحادثة الاصلية بعض التوابل التجارية، ونجحا في تقديم ما يجذب المتفرج... حاول كاتب السيناريو ومخرجه إثارة عطف وشفقة المتفرج تجاه الزوجة المسكينة. وقد نجح كل منهما في ذلك إلى حد كبير، خصوصاً وان المخرج قدم مستوى جيد في البناء الفني التقني. وقد كان الأداء التمثيلي عنصراً فعالاً في نجاح الفيلم، وخصوصاً نجلاء فتحي».
أشاد مجدي الطيب على موقع «الجريدة» في 20 مارس 2014 بدور نجلاء فتحي وقبولها القيام بدور «الأم»، وبدأ مقالته قائلاً: «طوال حقبة من الزمن ظل دور «الأم»، على شاشة السينما المصرية، حكراً على الممثلات اللواتي تقدم بهن العمر، مثل: فردوس محمد، أمينة رزق، عزيزة حلمي، زوزو نبيل وكريمة مختار، وذلك بسبب الرفض القاطع، من جانب النجمات الشابات للدور الذي يعني، حسب قناعاتهن، أنهن اقتربن من» الشيخوخة الفنية«، وينظرن إلى ترشيحهن له بوصفه إهانة في حقهن، وإقراراً ضمنياً بأن الزمن هزمهن، والجمال فارقهن، والشيخوخة دبت في أوصالهن، قناعة تكشف تراجعاً واضحاً في وعي ممثلاتنا، وتُشير إلى ثقافتهن الفنية المحدودة، مقارنة بالفهم الدقيق لمعنى التقمص، والاستيعاب العميق لمتطلبات الدراما»، ويواصل سرده ويؤكد أن قلة من الممثلات المصريات قامت بدور الأم، وكتب: «كذلك الحال مع» نجلاء فتحي«التي ظهرت للمرة الأولى عام 1966، وأدت  دور الأم في فيلم» لعدم كفاية الأدلة«عام 1987 و»أحلام هند وكاميليا" عام 1988، ولم تُكمل تجربة الأمومة في فيلم "غدا سأنتقم" عام 1980 لأنها فقدت طفلها في السجن".

## روابط خارجية
- مقالات تستعمل روابط فنية بلا صلة مع ويكي بيانات
- لعدم كفاية الأدلة على الدهليز
- لعدم كفاية الأدلة على كاروهات